# Eulithis binderi
Eulithis binderi là một loài bướm đêm trong họ Geometridae.